# No Mercy, No Fear
No Mercy, No Fear — другий офіційний мікстейп американського репера 50 Cent та гурту G-Unit, записаний після підписання виконавцем контракту з лейблами Shady Records і Aftermath Entertainment вартістю в $1 млн. Пісня «Wanksta» пізніше потрапила до саундтреку фільму «Восьма миля» та дебютного студійного альбому Get Rich or Die Tryin' (2003). Фрістайл «Banks Victory» увійшов до «Victory 2004 (Remix)» з компіляції Bad Boy's 10th Anniversary... The Hits (2004).
Журнал XXL присвоїв No Mercy, No Fear 5-ту сходинку у «Топ-20 найкращих мікстейпів усіх часів». Оформлення: 16 Solo. Гост: DJ Whoo Kid. Продюсер, зведення: Sha Money XL.

## Список пісень
1. «MTV Intro» — 0:53
2. «Green Lantern» — 1:36
3. «Elementary» (з участю Scarlett) — 3:37
4. «Fat Bitch» — 3:28
5. «Banks Victory» — 3:29
6. «Back Seat/Tony Yayo» — 3:03
7. «After My Chedda» — 2:50
8. «Soldier» — 3:43
9. «E.M.S.» — 1:35
10. «G-Unit Skit» — 0:42
11. «Say What You Say» — 4:03
12. «Clue Shit» — 2:50
13. «Funk Flex» — 2:04
14. «Whoo Kid» — 2:42
15. «Scarlet Skit» — 1:20
16. «Part 2 & Bump Heads» — 3:41
17. «G-Unit/U.T.P.» — 3:41
18. «Wanksta» — 3:44
19. «Star&Buc Outro» — 1:35